# John G. Avildsen
John G. Avildsen, född 21 december 1935 i Oak Park (förstad till Chicago), Illinois, död 16 juni 2017 i Los Angeles, var en amerikansk filmregissör och filmproducent. 
Hans första framgångsrika film var dramafilmen Joe. Andra filmer i hans regi är Save the Tiger, Rocky och Karate Kid: Sanningens ögonblick med uppföljare. För Rocky tilldelades han en Academy Award för bästa regi 1976.

## Filmografi
- 1970 – Joe
- 1973 – Save the Tiger
- 1976 – Rocky
- 1983 – A Night in Heaven
- 1984 – Karate Kid: Sanningens ögonblick
- 1986 – Karate Kid II: Mästarprovet
- 1987 – Briljanta bedragare
- 1989 – Karate Kid III - man mot man
- 1990 – Rocky V
- 1992 – Ensam är stark